# Der Engländer – Eine dramatische Phantasey
Der Engländer – Eine dramatische Phantasey ist eine 1777 veröffentlichte Skizze von Jakob Michael Reinhold Lenz und gilt als letztes Drama des Autors.

## Personal
Robert Hot, ein Engländer

Lord Hot, sein Vater

Lord Hamilton, dessen Freund

Die Prinzessin von Carignan

Ein Major in sardinischen Diensten

Verschiedene Soldaten

Tognina, eine Buhlschwester

Ein Geistlicher

Verschiedene Bedienstete

## Inhalt
Der Schauplatz ist Turin.

### Erster Akt

#### Erste Szene
Robert steht in der Nacht mit dem Gewehr vor dem Palast. In einem Monolog erklärt er seine Sehnsucht nach der Prinzessin Armida, die in einem beleuchteten Kämmerlein sitzt, ihn aber nicht sieht. Sein Vater komme morgen an, um mit ihm zusammen nach England zurückzureisen und ihn dort zu verheiraten – er will sie davor noch einmal sehen. Schließlich feuert er sein Gewehr ab, die Prinzessin kommt ans Fenster – er erklärt ihr kniend, dass er sterben werde, wenn sie ihn nicht zu sich bittet. Er appelliert an ihr Gedächtnis – sie sollen bei einem Maskenball schon miteinander getanzt haben – sie kann ihm jedoch nicht mehr schenken als Bedauern.
Als die Runde kommt und der Major sich nach dem Grund für den abgegebenen Schuss erkundigt, gibt er an einen Deserteur entdeckt zu haben – sich selbst. Der Major lässt ihn in die Hauptwache führen.

### Zweiter Akt

#### Erste Szene
Die Prinzessin hat den Major zu sich rufen lassen, da der Prozess gegen Robert ansteht und sie ein Wort für ihn einlegen möchte. Der Major erinnert sie, dass er nach dem Kriegsrecht „sein Leben verwirkt“ habe – die Prinzessin weist auf seinen hohen Stand und seine „verborgene Melancholei“ hin und warnt den Major, das Todesurteil auszusprechen.

#### Zweite Szene
Robert sitzt im Gefängnis, spielt Violine und singt ein melancholisches Lied über seine Sehnsucht nach der Prinzessin. Die Prinzessin und ihr Bruder betreten – verkleidet als Offiziere – das Gefängnis. Robert spricht von einem „himmlischen Licht“, das ihn umgibt.
Sie überbringt die Nachricht von seiner Begnadigung und gibt ihm von sich auch ein Armband mit einem Porträt (???). Er fasst Mut für die ihm bevorstehende lebenslange Haftstrafe.
Sein Vater tritt ein, erklärt seine Enttäuschung, aber auch sein Verständnis. Er war bei der Prinzessin und überbringt ihm die Nachricht von seiner Freilassung. Robert will sie zerreißen – er zieht eine Haft im Palast der Freiheit in England vor. Er kann sich nicht vorstellen, dass es die Prinzessin war, die gewollt hat, dass er nach England ausreise und dort mit einer anderen lebe. Er gibt sich der Melancholie und seinem Schicksal hin.

### Dritter Akt

#### Erste Szene
Robert kommt in England an. Er scheint nun ganz dem Wahnsinn verfallen zu sein und spricht mit sich über sich in der dritten Person. Er sieht sich in der Position des Verschmähten und Ausgelachten, bezeichnet sich als Made, über die hinweggeschritten wird.
Neben ihm unterhält sich Lord Hot mit Lord Hamilton, welcher von einer gutaussehenden Dame berichtet. Robert bewirft ihm mit seiner Uhr, woraufhin Lord Hot die Fassung verliert und ihn beschimpft. Lord Hamilton bittet ihn um Ruhe – er billigt Roberts Gemütsausbrüche und verweist auf ähnliches Verhalten Lord Hots. Völlig überraschend springt Robert während eines Monologs aus dem Fenster.

### Vierter Akt

#### Erste Szene
Robert steht in der Nacht als ein Savoyarde verkleidet unter dem Fenster der Prinzessin, hält einen Monolog an sich selbst und ruft zwischendurch nach der Prinzessin. Als er nach Geld ruft, wirft jemand etwas in Papier Gewickeltes aus dem Fenster – er fängt es begierig auf. Als er in dem Päckchen nichts findet und erkennt, dass es nicht von der Prinzessin geworfen wurde, verfällt er wieder in Melancholie.

### Fünfter Akt

#### Erste Szene
Robert liegt mit Kopfweh in seinem Zimmer. Lord Hot kommt, um ihn zu holen und zur Prinzessin zu bringen. Er soll sie zu ihrer Vermählung beglückwünschen. Als Robert dies erfährt, bricht er scheinbar tot zusammen. Lord Hamilton kommt herein und nach ein paar Handgriffen wacht er verwirrt und erregt wieder auf. Die beiden Lords wollen ihn allein zur Ruhe kommen lassen und verlassen den Raum. Als Robert jedoch versucht, aus dem Fenster zu springen, hindert ihn der hereineilende Lord Hamilton daran. Da sich Robert nicht beruhigen will, werden Bedienstete gerufen. Robert beruhigt sich, indem er mit der Wand spricht. Tognina, eine Buhlerin, kommt herein und setzt sich an sein Bett. Als sie ihm auf seine Bitten eine Schere zum Abschneiden der Halskette mit dem Bild der Prinzessin gibt, entreißt er sie ihr und sticht sich in die Gurgel. Der Wundarzt kann ihm nicht mehr helfen – nach einem Zwiegespräch mit seinem Beichtvater hebt er das Bild Armidas in die Höhe, drückt es an sein Gesicht („Behaltet euren Himmel für euch.“) und stirbt.

## Hintergrund
Bei diesem Werk handelt es sich, wie es der Untertitel bereits verrät, um kein vollständig ausgearbeitetes Drama, sondern mehr um eine Skizze oder, um bei der Wortwahl Lenz’ zu bleiben, eine Phantasey.
Glarner stellt das Werk in eine Reihe mit den bekannteren Dramen Der Hofmeister und Die Freunde machen den Philosophen und begründet dies aus der Autobiographie heraus: Lenz versuche in diesen Dramen sein komplexes Verhältnis zu seinem Vater literarisch zu verwerten. Dies findet auch Ausdruck darin, dass sich die Hauptfiguren in diesen Dramen stets die Berufsfrage stellen. Insbesondere im Engländer verarbeite Lenz seine gesamte Lebenssituation in gesteigerter Weise. Zu den Motiven der Umarmung, des strukturellen Aufbaus Wiedererkennung-Reue-Vergebung kommt noch verstärkend die räumliche Distanz des Helden zum Vaterland. Dabei wird besonders im Engländer die Resignation deutlich: Die Hauptfigur entkommt genauso wenig wie Lenz selbst den herrschenden Verhältnissen und sieht keinen Ausweg mehr. In diesem Zusammenhang ist auch zu bemerken, dass Lenz seine radikale Anti-Aristotelische Linie aufgibt und sich (resigniert?) in das Schema der drei Einheiten zu fügen versucht.

### Werkausgabe
- Jakob Michael Reinhold Lenz: Der Engländer. Eine dramatische Phantasie. In: Ders.: Werke und Briefe in drei Bänden (Bd. 1). Hrsg. von Sigrid Dann. Frankfurt am Main, Leipzig. Insel Verlag, 1992.

### Sekundärliteratur
- Johannes Glarner: „Der Engländer“. Ein Endpunkt im Dramenschaffen von J. M. R. Lenz. In: Stephan, Inge; Winter, Hans-Gerd (Hg.): „Unaufhörlich Lenz gelesen…“: Studien zu Leben und Werk von J. M. R. Lenz. Stuttgart, Weimar: Metzler, 1994.
- Gert Mattenklott: Melancholie in der Dramatik des Sturm und Drang. Königstein: Athenäum-Verlag, 1985.